# Dasyhelea bicolorea
Dasyhelea bicolorea är en tvåvingeart som beskrevs av Maurice Emile Marie Goetghebuer 1934. Dasyhelea bicolorea ingår i släktet Dasyhelea och familjen svidknott.
Artens utbredningsområde är Kongo. Inga underarter finns listade i Catalogue of Life.